# Забродський Роман Анатолійович
Рома́н Анато́лійович Забро́дський (нар. 26 липня 1980, с.Кмитів, Житомирської області) — підполковник Збройних сил України, заступник командувача 25-ї повітрянодесантної бригади (2019). Учасник російсько-української війни.

## З життєпису
Народився 26 липня 1980 р.
Станом на вересень 2013 року — у званні капітана служив у 25-й окремій повітрянодесантній бригаді.

### Російсько-українська війна
19 червня 2014 року під час проведення операції поблизу населеного пункту Ямпіль, майор Забродський був тяжко поранений, але попри це керував підрозділом до кінця бою.
У січні 2015 року особовий склад парашутно-десантного батальйону під керівництвом майора Забродського брав участь у боях за шахту «Бутівка-Донецька» та село Спартак під Донецьком.
З 31 серпня по 18 жовтня 2016 року брав участь у боях за промзону на східній околиці м. Авдіївка.
20 жовтня 2016 року командував обороною в районі с. Зайцеве під Горлівкою, на лінії бойового зіткнення на глибині ротних опорних пунктів першого ешелону.
Станом на липень 2019 року — заступник командира 25-ї повітрянодесантної бригади.
Станом на листопад 2019 року — тимчасовий виконувач обов'язків командира 25-ї повітрянодесантної бригади.

## Нагороди
- Орден Богдана Хмельницького II ступеня (1 лютого 2023) — за особисту мужність і самовіддані дії, виявлені у захисті державного суверенітету та територіальної цілісності України, вірність військовій присязі.[6]
- Орден Богдана Хмельницького III ступеня (26 липня 2014) — за особисту мужність і героїзм, виявлені у захисті державного суверенітету та територіальної цілісності України, вірність військовій присязі.[7]
- Медаль «За військову службу Україні» (2 серпня 2017)[8]